# 간다르바

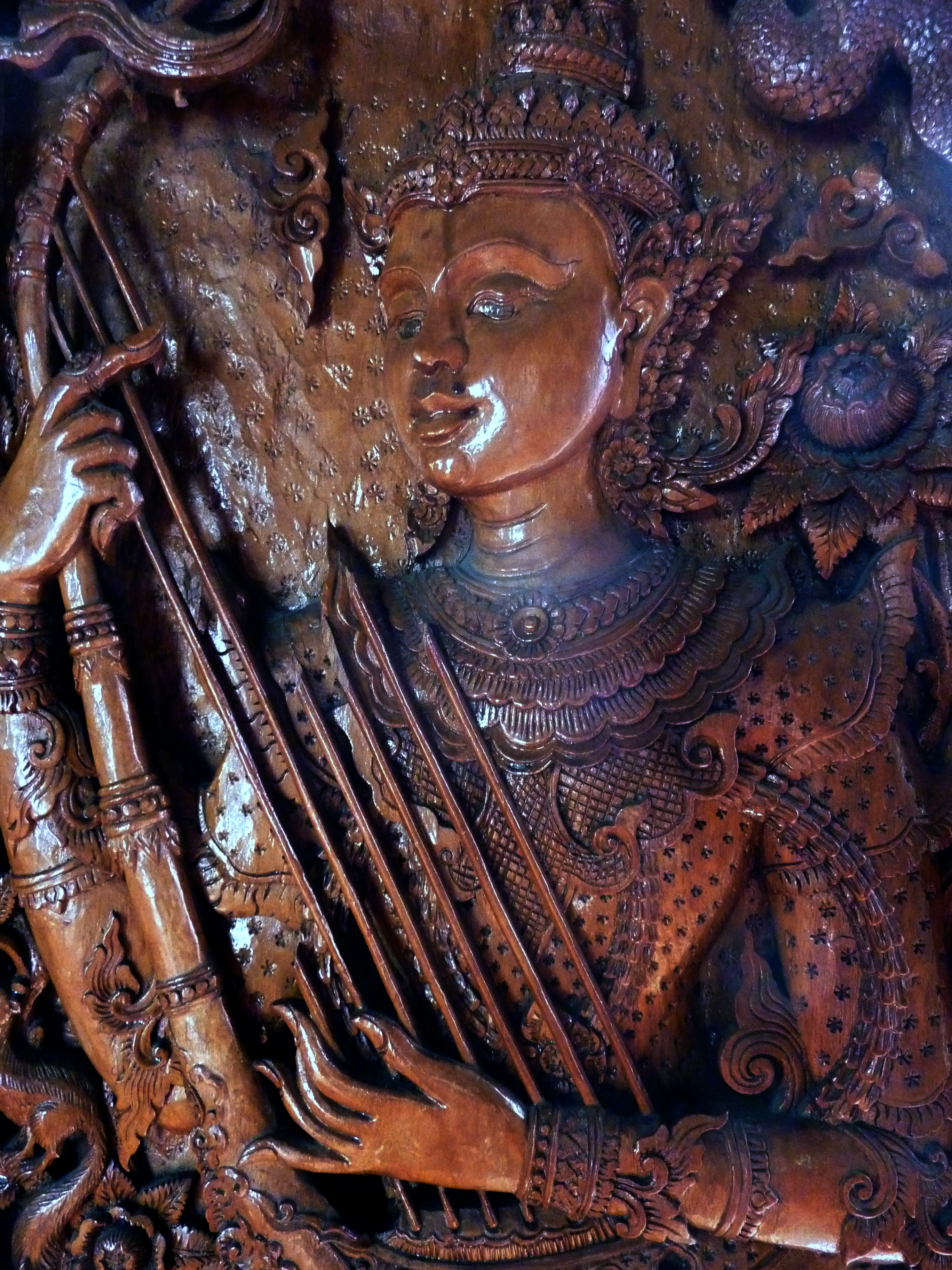
간다르바 목각, 태국

간다르바(Gandharva, 산스크리트어: गन्धर्व) 또는 건달바(乾闥婆)는 힌두교, 불교, 자이나교와 같은 인도계 종교에 나오는 천상의 존재들 중 하나로, 남성은 음악가나 가인과 같은 신성한 공연가이며, 여성은 신성한 무희이다. 힌두교에서 그들은 데바의 음악가 역할을 하는 천상의 반신반인으로 간주된다.
이것은 또한 인도 고전 음악에서 숙련된 가수를 지칭하는 용어이기도 하다. 불교에서 이 용어는 중간 상태(죽음과 환생 사이)의 존재를 의미하기도 한다.

## 힌두교에서
힌두교에서 간다르바(산스크리트어: गन्धर्व)는 인도 신화에서 신성한 음악가 역할을 하는 하급 신들의 한 종류이다.

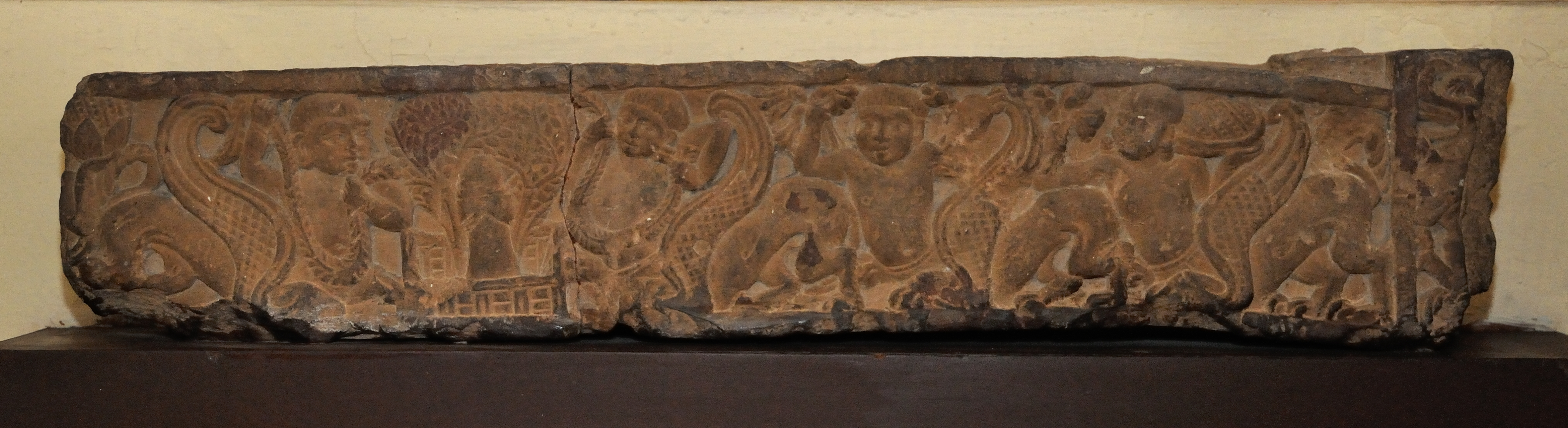
난간 안의 링가 (왼쪽)가 날개 달린 간다르바들에게 숭배받고 있다. 마투라 미술, 기원전 약 100년.

간다르바라는 용어는 베다 문헌(리그베다 포함)에 단일 신으로 나타난다. 오벌리스에 따르면, "만달라 I, IX, X에서 간다르바는 (태양 근처/천상의 물에 거주하는) 천상의 존재로 제시되며, 신들과 제물을 바치는 자들을 위해 소마를 (분명히) 지켜본다." 간다르바는 또한 "태양의 딸"로부터 소마를 받아 소마 식물에 넣는다(RV 9.113.3), 즉 "이 세상으로 가져온다." 간다르바는 또한 인간(RV 10.10.4)과 말(RV 1.163.2)을 포함하여 저 너머에서 다른 것들을 가져온다. 따라서 간다르바의 기능은 "외부에서 이 세상으로 사물을 인도하여 그들의 (잠재적인) 위험한 본성을 제거하는 것"이다. 나중에 이 인물은 다산과 생식력과도 연관되게 되었다.
아타르바베다는 6,333명의 간다르바를 언급한다. 그들은 일반적으로 압사라의 남편이다. 그들은 향기로운 옷을 입고 여자에 대한 열정이 있는 잘생긴 존재로 묘사된다. 일부는 동물, 보통 새나 말의 일부를 가지고 있다. 그들은 탁월한 음악적 기술을 가지고 있다. 그들은 신성한 소마 음료를 지키고, 궁전에서 데바들을 위해 아름다운 음악을 연주한다. 간다르바는 보통 인다르로카에 살면서 인드라의 궁정에서 시중을 들지만, 간다르바로카라는 자신들만의 영역도 가지고 있다. 암컷 간다르바는 간다르비라고 불린다.
힌두교 법률에서 간다르바 혼인은 상호 동의로 이루어지며 공식적인 의식이 없는 결혼이다.

간다르바는 서사시 마하바라타에 데바 (무희와 가인으로서) 및 야크샤와 관련이 있고 강력한 전사로서 광범위하게 언급된다. 그들은 다양한 영토에 퍼져 있다고 언급된다.

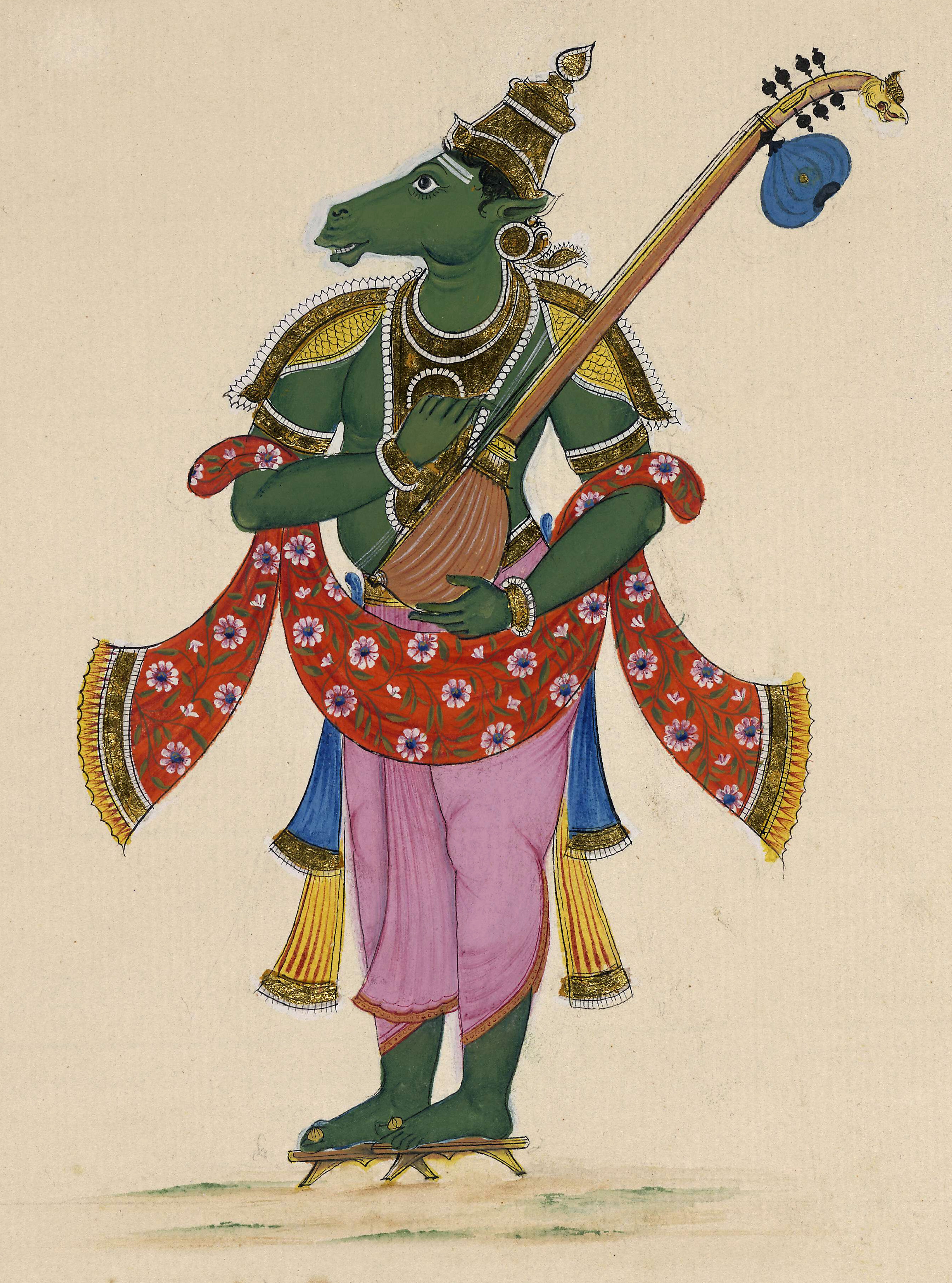
말머리 툼부루 또는 툼바라는 힌두교에서 간다르바 중 최고로 묘사된다

가장 저명한 간다르바 중 일부는 툼부루, 비스와바수(프라마드바라의 아버지), 치트랑가다(샨타누와 사트야바티의 아들 치트랑가다를 죽인 자), 치트라세나(카우라바와 판다바가 고샤-야트라에서 싸웠던 자), 드루밀라(일부 문헌에서 칸사의 친아버지), 칸다베가(푸란자나 시를 침략한 간다르바 왕)이다.

### 혈통
간다르바의 다양한 혈통이 주어진다. 그들은 프라자파티, 브라흐마, 카샤파와 프라다, 무니스, 아리슈타 또는 바츠의 피조물이라고 불린다.
바가바타 푸라나는 브라흐마가 창조 중에 일부 성적으로 활동적인 아수라들의 활동을 보았을 때 웃었다고 언급한다. 그의 웃음에서 간다르바가 태어났다.

### 숭배
힌두교의 간다르바 숭배는 인도 전역에서 극히 드물며 주로 남부 케랄라주에서 볼 수 있다. 주에서는 간다르바가 사원에 봉안되어 때로는 야크시와 함께 다산과 행운을 위해 기도한다. 간다르바의 분노를 사면 특히 다산과 출산에 부정적인 영향을 미치는 간다르바 도샤(저주)가 발생한다고 믿어진다. 또한 케랄라는 간다르바를 부르는 의식인 테얌과 칼람팟투의 일종인 간다르반팟투의 전통도 가지고 있다.
케랄라에서 간다르바가 신으로 봉안된 일부 사원은 다음과 같다:
- 바자풀리 스리 라자라제스와리 사원
- 스리 아이스와랴 간다르바 스와미 사원, 우룰리쿠남, 첸갈람
- 안두르 스리 간다르바스와미 사원, 엘라카드
- 스리 바이슈나바 간다르바 스와미 사원, 참파카라
- 간다르바 스와미 사원, 코탈라
- 간다르바 사원, 탈라야잠
- 마니야세리 바이슈나바 간다르바 스와미 사원, 마라반투루투
- 쿠남타남 투랑아나투 아이스와랴 간다르바 스와미 사원, 파타남티타
- 스리 약시-간다르바 스와미 사원, 파라반투루투, 칼라라
- 카두비나트 간다르바 사원, 바라니카부, 알라푸자
- 우리카틸 스리 간다르바 스와미 사원, 코타얌
- 물레투 간다르바 스와미 사원, 찬디루르, 알라푸자
- 마르탄담파람부 간다르바 사원, 파자비두, 알라푸자
- 스리 폰눔푸말라 간다르바 사원, 파루두르
- 바이카투세릴 스리 간다르바 나가라자 바드라칼리 사원, 쿠마라콤

## 불교에서

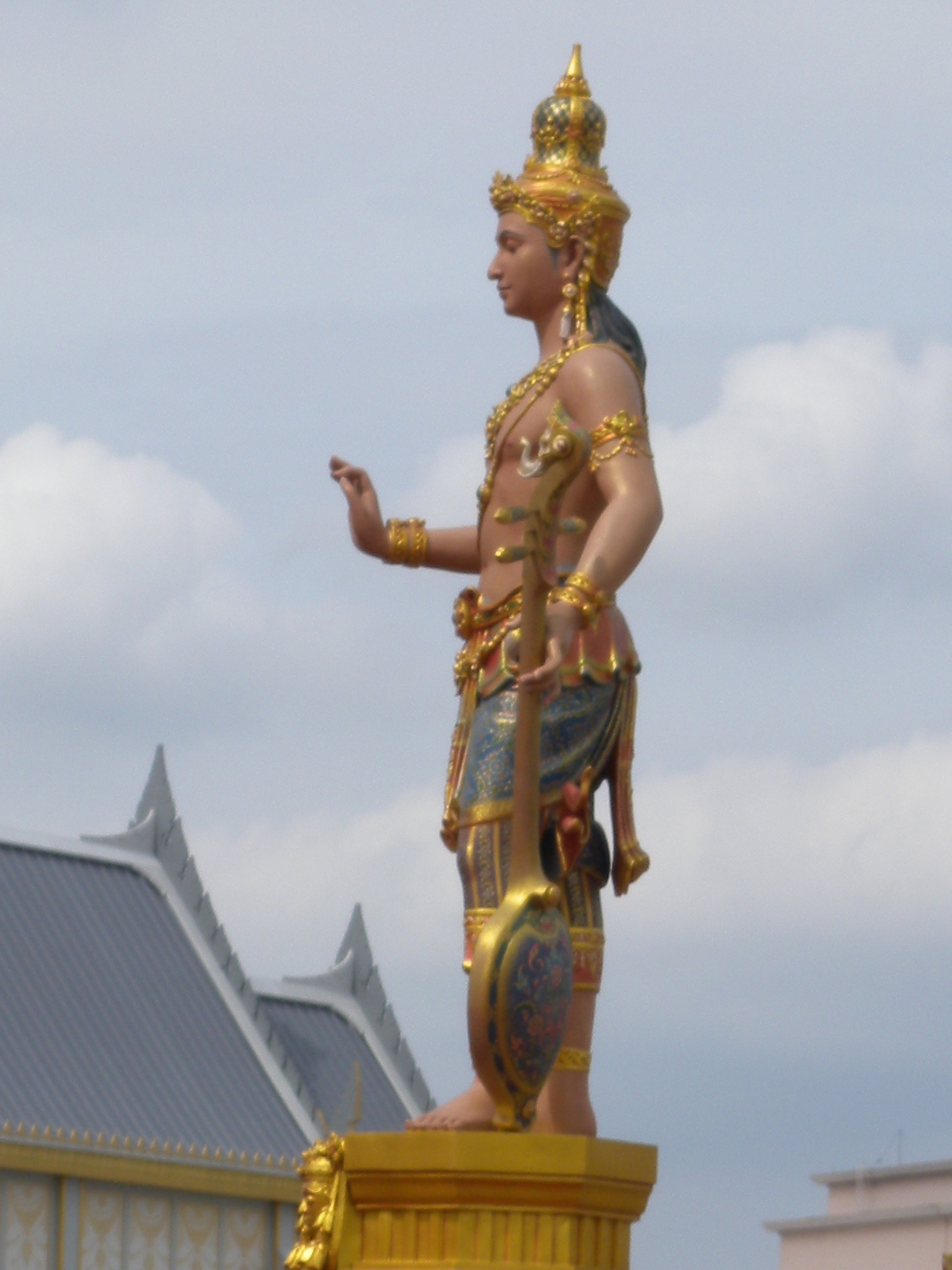
사천왕 중 한 명이자 간다르바의 왕인 지국천왕.

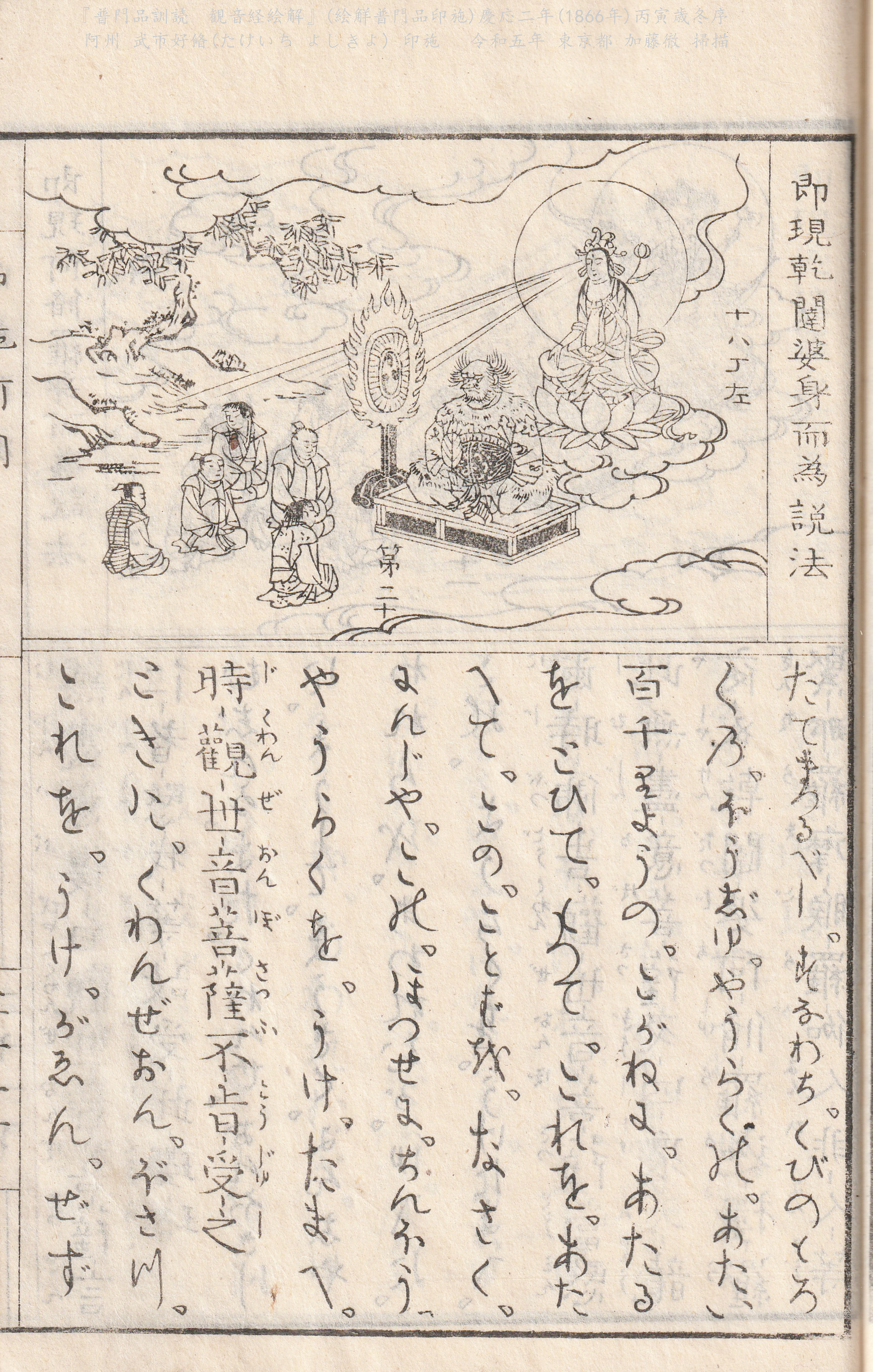
1866년 일본 책의 삽화. 이 장면에서 관세음보살의 화신인 간다르바가 사람들에게 설법을 하고 있다.

간다르바는 불교 우주론에서 가장 낮은 등급의 데바 중 하나이다. 그들은 사천왕에 속하며, 동방의 수호자인 지국천왕의 지배를 받는다. 존재들은 가장 기본적인 형태의 윤리(자나바사바 수타, DN.18)를 실천한 결과로 간다르바들 사이에서 다시 태어난다.
간다르바는 공중을 날아다닐 수 있으며, 음악가로서의 기술로 유명하다. 그들은 나무와 꽃과 관련되어 있으며, 나무껍질, 수액, 꽃의 향기 속에 산다고 묘사된다. 그들은 홀로 명상하는 승려를 방해할 수 있는 황야의 존재들 중 하나이다.
간다르바와 야크샤라는 용어는 때때로 같은 존재를 지칭한다. 이 경우 야크샤는 다양한 하급 신들을 포함하는 더 일반적인 용어이다.

### 중간생
맛지마 니까야의 마하탄하산카야 수타에서 석가모니는 비구들에게 세 가지 조건이 충족될 때 배아가 발달한다고 설명한다. 여성은 월경 주기의 올바른 시기에 있어야 하고, 여성과 남성은 성교를 해야 하며, 간다바가 존재해야 한다. 이 수타의 주석에 따르면, 간다바라는 단어의 사용은 천상의 데바를 지칭하는 것이 아니라, 업에 의해 태어날 수 있는 존재를 의미한다. 그것은 윤회 사이의 중생의 상태이다.

### 주목할 만한 간다르바
언급된(DN.20 및 DN.32) 주목할 만한 간다르바 중에는 파나다, 오파마냐, 날라, 치타세나, 마탈리, 자네사바가 있다. 이 목록의 마지막은 자나바사바와 동의어이며, 마가다의 왕 빔비사라의 환생으로 생각된다. 마탈리는 제석천의 전차를 모는 마부이다.
팀바루는 간다르바의 우두머리이다. 그의 딸 바다 수리야바차사(바드라 수리야바르카사)와 또 다른 간다르바인 판차시카(판차시키하) 사이의 사랑에 대한 낭만적인 이야기가 전해진다. 판차시카는 수리야바차사가 사크라 앞에서 춤추는 것을 보았을 때 사랑에 빠졌지만, 그녀는 그때 마탈리의 아들 시칸디(또는 시카디)와 사랑에 빠져 있었다. 판차시카는 팀바루의 집으로 가서 벨루바 나무로 만든 피리로 멜로디를 연주했는데, 그는 뛰어난 기술을 가지고 있었고, 부처와 아라한에 대한 주제를 엮어 사랑 노래를 불렀다.
사크라는 판차시카에게 부처를 알현할 수 있도록 중재해 달라고 요청했다. 판차시카의 봉사에 대한 보상으로 사크라는 판차시카의 기술과 헌신에 이미 만족했던 수리야바차사가 판차시카와 결혼하는 데 동의하도록 할 수 있었다.
판차시카는 또한 사천왕의 사자 역할을 하며, 그들로부터 마탈리에게 소식을 전달하는데, 마탈리는 제석천과 33천을 대표한다.

## 자이나교에서

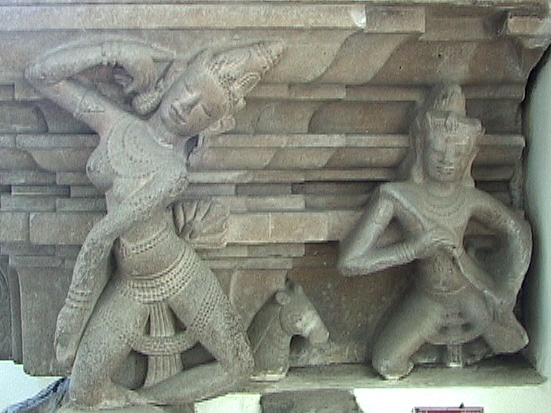
압사라와 간다르바 (오른쪽), 10세기, 참, 베트남

자이나교에서 간다르바는 여덟 명의 비얀타라 데바 중 하나로 분류된다.
틸로야판낫티는 열 명의 간다르바 목록을 제공한다:
- 하하
- 후후
- 나라다
- 툼바라
- 바사와
- 카담바
- 마하스와라
- 기타라티
- 기타라사
- 바즈라반

슈베탐바라 종파의 사ṃ그라하ṇī 수트라는 약간 다른 목록을 제공한다:
- 하하
- 후후
- 툼부루
- 나라다
- 리시바디카
- 부타바디카
- 카담바
- 마하카담바
- 라이바타
- 비슈바바수
- 기타라티
- 기타야샤스

디감바라 종파는 간다르바가 황금색 피부를 가지고 있다고 묘사하는 반면, 슈베탐바라 전통은 그들을 검은색으로 인식한다. 툼바루는 그들의 신성한 나무이다.

## 같이 보기
- 간다르바 목록
- 치트라세나
- 툼부루
- 카반다
- 간다르바 혼인